# Sender Marlow
Der Sender Marlow ist ein 171 Meter hoher Mast auf einer 33 Meter hohen Erhebung bei Marlow und dient der Rundfunkübertragung.
In der Nacht vom 4. August auf dem 5. August 2014 wurden die Sender Marlow und Rostock-Stadtweide stillgelegt und deren Rundfunk- und Fernsehausstrahlungen zum Sender Rostock-Toitenwinkel verlagert. Er wird aber für verschiedene Dienste wie z. B. Mobilfunk weiterbenutzt. Seit dem 25. Oktober 2016 um 8 Uhr ist der Sender Marlow wieder auf Sendung. Der NDR MV DAB+ Multiplex auf Kanal 8B nahm den Betrieb auf, sowie die UKW-Frequenz 99,4 für das Hörfunkprogramm N-Joy, welches zuvor vom Sender Ribnitz-Damgarten auf gleicher Frequenz abgestrahlt wurde.

## Frequenzen und Programme

### Digitaler Hörfunk (DAB)
DAB wird in horizontaler Polarisation ausgestrahlt.
| Block                    | Programme | ERP (in kW) | Antennendiagramm rund (ND)/ gerichtet (D) | Gleichwellennetz (SFN)                                                                               |
| ------------------------ | --- | ----------- | ----------------------------------------- | --- |
| 8B NDR MV HGW (D__00339) | DAB-Block des Norddeutschen Rundfunks - NDR 1 MV HGW (Greifswald) (104 kbps) - NDR 2 MV (104 kbps) - NDR Kultur (104 kbps) - NDR Info MV (104 kbps) - N-Joy (104 kbps) - NDR Blue (104 kbps) - NDR Schlager (104 kbps) - NDR Info Spezial (104 kbps) - NDR BWS - NDR TPEG | 5           | D                                         | Ahrenshoop, Demmin, Garz (Rügen), Greifswald, Heringsdorf, Marlow, Sagard (Rügen), Stralsund, Züssow |

### Analoger Hörfunk (UKW)
| Frequenz (MHz) | Programm | RDS PS   | RDS PI | Regionalisierung | ERP (kW) | Antennendiagramm rund (ND)/gerichtet (D) | Polarisation horizontal (H)/vertikal (V) |
| -------------- | -------- | -------- | ------ | ---------------- | -------- | ---------------------------------------- | ---------------------------------------- |
| 99,4           | N-Joy    | _N-JOY__ | D385   | –                | 0,3      | D                                        | H                                        |